# Нума Лаванши
Нума Лаванши (фр. Numa Lavanchy, нар. 25 серпня 1993, Морж) — швейцарський футболіст, півзахисник клубу «Лугано».

## Клубна кар'єра
Народився 25 серпня 1993 року в місті Морж. Вихованець академії «Лозанни». Свій перший матч за дорослий склад Лаванши зіграв 15 квітня 2010 року на виїзді проти «Біль-Б'єнна». З виходом  «Лозанни» у найвищий дивізіон, Лаванши довго не міг потрапити в основну обойму команди. 
5 січня 2015 року відправився в оренду в клуб «Ле-Мон» до кінця сезону 2014/15. Зігравши у складі «Ле Мон» 18 матчів, повернувся в «Лозанну», де нарешті зумів стати  основним гравцем.
1 липня 2016 року на правах вільного агента перейшов у «Грассгоппер». Свій перший матч у складі «коників» Лаванши зіграв 14 липня 2016 року у другому кваліфікаційному раунді Ліги Європи проти ісландського «Рейк'явіка». Через десять днів, 24 липня, Лаванши дебютував за команду у швейцарській Суперлізі у домашньому матчі проти свого рідного клубу «Лозанни». 28 липня в матчі третього кваліфікаційного раунду Ліги Європи проти кіпрського «Аполлона» Лаванши забив свій перший гол у складі «Грассгоппера».
1 лютого 2019 року Лаванши повернувся до рідного «Лугано» приєднався 2019 року. Станом на 26 травня 2019 року відіграв за команду з Лугано 14 матчів в національному чемпіонаті.

## Виступи за збірні
2009 року дебютував у складі юнацької збірної Швейцарії (U-17). У складі цієї команди став учасником юнацького чемпіонату Європи 2010 року в Ліхтенштейні. Загалом на юнацькому рівні взяв участь у 28 іграх, відзначившись 4 забитими голами.

## Титули і досягнення
- Володар Кубка Швейцарії (1):

«Лугано»: 2021-22